# Борацит
Бораци́т (рос. борацит; англ. boracite; нім. Boracit) — мінерал, хлороборат магнію каркасної будови.

## Етимологія та історія
Вперше борацит був виявлений у Люнебурзькому Калкберзі в Нижній Саксонії у 1787 р. Г. Ласуєм (G. Lasius) як кубічні кварцові кристали Люнбурга. Назву борацит мінералу дав у 1789 році німецький геолог Авраам Ґотлоб Вернер, який назвав його за головним компонентом — бором.

## Склад і властивості
Хімічна формула: 8[Mg6B14O26Cl2] або Mg3B7O13Cl або (Mg, Fe, Mn)3 × [Cl B7O13].
Містить (%): MgO — 25.71; B2О3 — 62,15; MgCl2 — 12.14.
Сингонія ромбічна. При темпаратурі понад 265 °C — кубічна.
Спайності немає.
Твердість 7.
Густина 2,9—3.
Блиск скляний. Прозорий до напівпрозорого.
Колір білий, зелений, сірий або безбарвний.
Утворюється в евапоритах разом з галітом, ангідритом, гіпсом. Другорядне джерело бору.

## Різновиди
Розрізняють:
- борацит залізистий (відміна борациту, яка містить до 36 % FeO);
- борацит марганцевий (відміна борациту з невеликою кількістю марганцю);
- альфа-борацит (1 — ромбічна низькотемпературна модифікація борациту; стійка при звичайній температурі вище 265 °C переходить у борацит. 2 — те саме, що борацит);
- бета-борацит (те саме, що борацит).